# Ylimmäisenjärvi (sjö i Rautavaara, Norra Savolax)
Ylimmäisenjärvi är en sjö i kommunerna Rautavaara och Valtimo i landskapen Norra Savolax och Norra Karelen i Finland. Sjön ligger 144,4 meter över havet. Den är 18 meter djup. Arean är 1,16 kvadratkilometer och strandlinjen är 8,68 kilometer lång. Sjön  ingår i Vuoksens huvudavrinningsområde.   Den ligger omkring 98 kilometer nordöst om Kuopio, omkring 130 kilometer norr om Joensuu och omkring 430 kilometer norr om Helsingfors. 